# 85 (число)
Вижте пояснителната страница за други значения на 85.
85 (осемдесет и пет) е естествено, цяло число, следващо 84 и предхождащо 86.
Осемдесет и пет с арабски цифри се записва „85“, а с римски цифри – „LXXXV“. Числото 85 е съставено от две цифри от позиционните бройни системи – 8 (осем) и 5 (пет).

## Общи сведения
- 85 е нечетно число.
- 85 е атомният номер на елемента астатий.
- 85-ият ден от годината е 26 март.
- 85 е година от Новата ера.